# Jean-François Chiappe
Jean-François Chiappe fr:  ʒɑ̃ fʀɑ̃swa fiap, (ur. 30 listopada 1931 w Laon we Francji, zm. 21 października 2001 w Wersalu) – francuski historyk, dziennikarz radiowy i telewizyjny, publicysta, pisarz i skrajnie prawicowy działacz polityczny, rojalista i tradycjonalista katolicki

## Życiorys
Ukończył szkołę średnią Cours Hattemer w Paryżu, po czym w 1954 r. podjął na krótko pracę w departamencie public relations firmy kosmetycznej L’Oréal. Wkrótce potem rozpoczął karierę publicystyczną. Zaczął pisać artykuły do gazet sportowych i satyrycznych, a następnie prowadził audycje radiowe i telewizyjne. Przeważnie występował jako prezenter i komentator, choć czasami prowadził też teleturnieje. W latach 60. zainteresował się historią. W 1960 r. wraz z Alainem Decaux i André Castelotem rozpoczął wydawać historyczne czasopismo „La Tribune de l'histoire”. Od 1972 r. pisał regularnie artykuły do pisma „France Culture”. Przez kilka lat redagował też czasopismo historyczne „Le Miroir de l'Histoire”. Jednocześnie prowadził działalność polityczną. Od 1957 r. jego artykuły ukazywały się w skrajnie prawicowym pismach „C’est-à-dire”, a następnie „Rivarol”. Stanął na czele stowarzyszenia Association des amis de Rivarol. Jego poglądy ewoluowały w kierunku monarchizmu. W 1974 r. wszedł w skład Komitetu Centralnego Frontu Narodowego Jeana-Marie Le Pena. Objął też funkcję wiceprezydenta stowarzyszenia monarchistycznego Association professionnelle de la presse monarchique et catholique. Był autorem szeregu książek dotyczących popularnych tematów, jak kobieca moda. Zasłynął też 3 tomami dotyczącymi powstania wandejskiego przeciwko rewolucjonistom oraz biografiami królów Ludwika XV i Ludwika XVI. Otrzymał nagrody literackie Prix Broquette-Gonin i Grand Prix Gobert przyznane przez Akademię Francuską oraz nagrodę Prix Hugues Capet.

## Twórczość
- „Georges Cadoudal ou la liberté”, Paryż 1971
- „La Vendée en armes: Tome 1, 1793”, Paryż 1982
- „La Vendée en armes: Tome 2, Les géants”, Paryż 1982
- „La Vendée en armes: Tome 3, Les Chouans”, Paryż 1982
- „Louis XV”, Perrin 1987
- „Louis XVI, tome 1: Le Prince”, Paryż 1987
- „Louis XVI, tome 2: Le Roi”, Paryż 1987
- „Louis XVI, tome 3: L'Otage”, Paryż 1989
- „Montesquieu: L’homme et l’héritage”, Paryż 1990
- „La Vendée des Cent-Jours”, Paryż 1999
- „Le Comte de Chambord”, Paryż 1999
- „Le comte de Chambord et son mystère”, Paryż [bez daty]
- „Une histoire de la France”, Paryż 1999
- „Histoire des droites françaises, tome 1”, Monako 2003
- „Histoire des droites françaises, tome 2: De 1889 à la condamnation de l'Action française”, Monako 2003